# APW法
APW法 (英: Augmented Plane Wave method) は、1937年にジョン・クラーク・スレイターによって発明されたバンド計算手法で、マフィンティンポテンシャルを用いて電子状態計算を行う。それまでのセルラー法の難点を改良した。日本語の直訳で、補強された平面波による方法、補強された平面波法などと言われることもある。
基底関数はマフィンティン半径の外側（格子間領域と言う）では平面波が採用され、マフィンティン半径の内側では補強された平面波（球面波成分を含む）を用いる。これらの基底関数から記述される、格子間領域内の波動関数とマフィンティン半径内（すなわちマフィンティン球内）の波動関数は、マフィンティン半径上（すなわちマフィンティン球面上）で接続される。
ただしこのとき、マフィンティンポテンシャル内外の波動関数の導関数は不連続となっていて、通常の波動関数の満たすべき境界条件を満たしていない。
またAPW法では、解くべき行列要素の中に求めるべき固有値が含まれるため、セルフコンシステントな非線型問題を解く必要がある。この問題を解決するために線形化版(LAPW法)が提案された。
更にその後、フルポテンシャル版（FLAPW法）や、局在軌道 (local orbital) を用いた拡張版（APW+lo法）なども提案されている。